# 聖安特尼恩

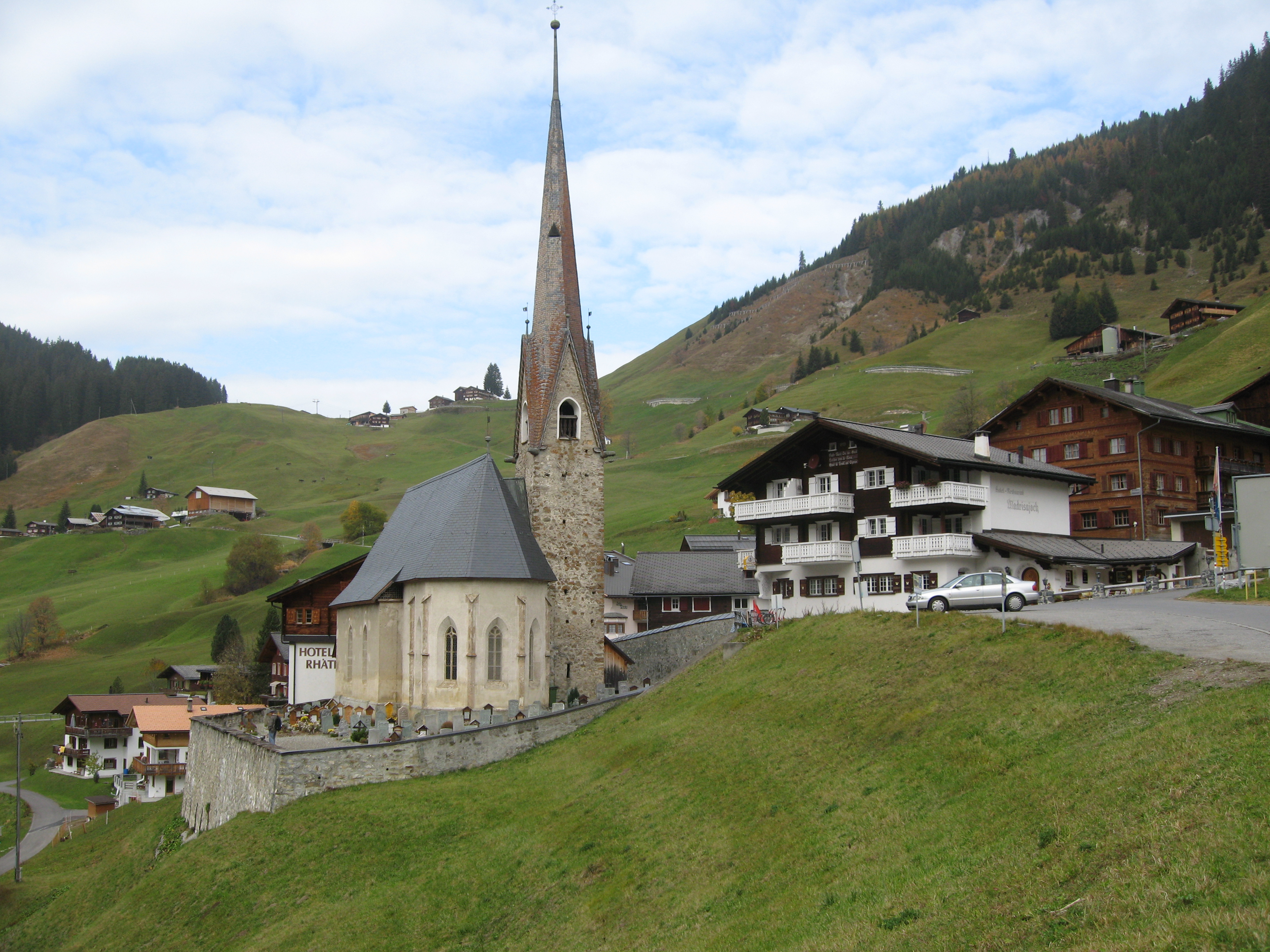

聖安特尼恩是瑞士的城鎮，位於該國東部，由格勞賓登州負責管轄，面積52.28平方公里，海拔高度1,459米，2011年人口369，人口密度每平方公里9人。

## 外部連結
- Official Web site （页面存档备份，存于） （德文）